# Sognando Cracovia
Sognando Cracovia è un singolo del cantautore italiano Immanuel Casto, pubblicato il 15 settembre 2014 come terzo estratto dal secondo album in studio Freak & Chic.

## Descrizione
Sognando Cracovia è stata realizzata con la partecipazione della cantante Romina Falconi, alla terza collaborazione con Casto dopo Crash e Eyeliner.
Il titolo del brano è stato inoltre scelto da Casto per denominare la tappa finale del tour in promozione a Freak & Chic, alla quale ha preso parte anche la Falconi.

## Tracce
1. Sognando Cracovia (feat. Romina Falconi) – 3:33